# قسم هرم الريفي
قسم هرم الريفي (بالفارسية: دهستان هرم) (بالفارسية: دهستان هرم) منطقة ريفية في ناحية جويم، مقاطعة لارستان، محافظة فارس، إيران. في إحصاء عام 2006 ميلادية، بلغ عدد سكانه 8,992 نسمة، في 1,781 عائلة. يتكون قسم جويم الريفي من 12 قرية.